# Københavns Lufthavn (dokumentarfilm)
Københavns Lufthavn er en dansk dokumentarfilm.

## Handling
Denne artikel mangler et handlingsreferat. Hjælp os med at skrive det.